# Mupid
Mupid је кућни рачунар, производ фирме Mupid који је почео да се израђује у Аустрији током 1981. године.
Користио је Z80A као централни микропроцесор а RAM меморија рачунара Mupid је имала капацитет од 64 KB. 

## Детаљни подаци
Детаљнији подаци о рачунару Mupid су дати у табели испод.
|                       |                                     |
| [ 1 ]                 |                                     |
| Произвођач            |                                     |
| Тип                   | кућни рачунар                       |
| Меморија              | 64 KB                               |
| Поријекло             | Аустрија                            |
| Година                | 1981                                |
| Тастатура             | 63 тастера са нумеричком тастатуром |
| Процесор              |                                     |
| Фреквенција процесора | 3                                   |
| RAM                   | 64 KB                               |
| ROM                   | непознато                           |
| Текст                 | 40 стубова x 25 линија              |
| Графика               | непознато                           |
| Боја                  | 16 између 4096                      |
| Звук                  | уграђени звучник                    |
| Димензије             | непознато                           |
| Портови               |                                     |
| Оперативни систем     |                                     |